# Cmentarz wojenny nr 266 – Borzęcin
Cmentarz wojenny nr 266 – Borzęcin – cmentarz z I wojny światowej znajdujący się we wsi Borzęcin w województwie małopolskim, w powiecie brzeskim, w gminie Borzęcin. Jest jednym z 400 zachodniogalicyjskich cmentarzy wojennych zbudowanych przez Oddział Grobów Wojennych C. i K. Komendantury Wojskowej w Krakowie. W VIII okręgu brzeskim cmentarzy tych jest 52.

## Położenie
Cmentarz w Borzęcinie znajduje się na cmentarzu komunalnym, gdzie stanowi odrębną kwaterę zlokalizowaną na południowo-wschodnim rogu tego cmentarza, w sąsiedztwie pól uprawnych.

## Historia
Pochowano tutaj żołnierzy armii austriackiej i rosyjskiej, którzy zginęli w walkach na okolicznych terenach w grudniu 1914 roku oraz w miesiącach styczeń – maj 1915 roku Przez tereny te dwukrotnie przetoczył się front wojenny. Wojska rosyjskie w listopadzie 1914 roku zajęły je wypierając Austriaków, a po zwycięstwie połączonych sił austriackich i niemieckich w bitwie pod Krakowem i bitwie pod Limanową wycofały się na wschód, broniąc linii kolejowej Przemyśl – Bochnia. Ogółem na cmentarzu pochowano 64 żołnierzy austriackich i 12 rosyjskich. Ustalono nazwiska 64 żołnierzy.

## Opis cmentarza
Cmentarz ma postać długiego rzędu mogił. Jest to bardzo wydłużony prostokąt dwoma bokami przylegający do cmentarza komunalnego, a dwoma do pól uprawnych. Centralny element dekoracyjny cmentarza stanowią trzy ustawione w rzędzie obeliski. Obelisk środkowy to murowany cokół, na którym umieszczono drewniany krzyż, obok niego znajdują się dwa murowane z kamienia obeliski bez krzyży. Na środkowym obelisku z krzyżem jest wmontowana tablica inskrypcyjna z napisem w języku niemieckim i krzyżem austriackim, a przed obeliskiem znajduje się nagrobek płk von Rabla z 30 pułku piechoty. Napis na tablicy inskrypcyjnej:
1914-1915
GETREU IN NOT
SELIG IM TOD

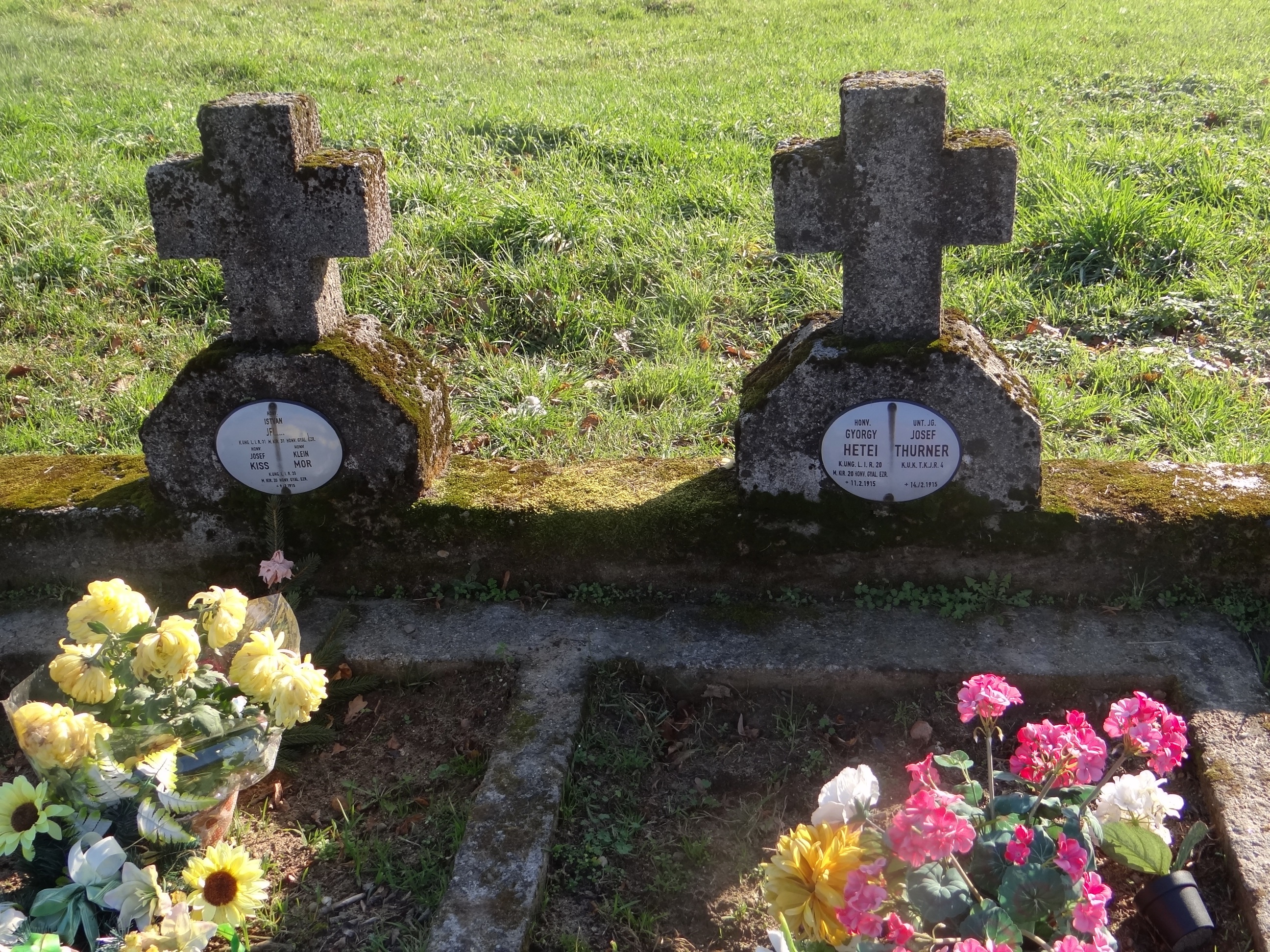
Mogiły żołnierzy

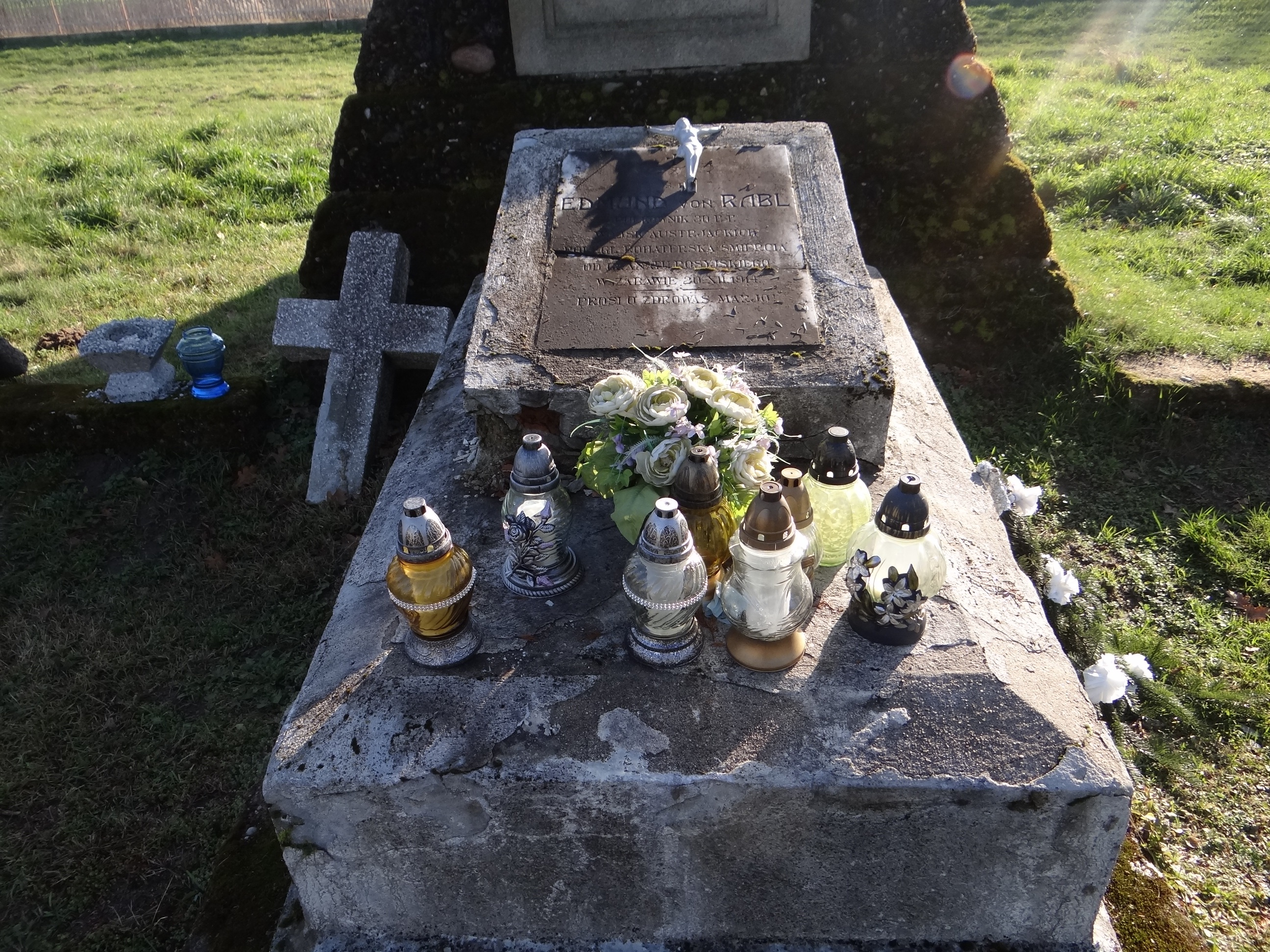
Nagrobek płk von Rabla

Obeliski boczne postawiono na grobach oficerów. Pozostałe nagrobki to umieszczone w rzędzie betonowe podmurówki. Na podmurówkach od strony południowej umieszczono na każdym nagrobku stylizowany, niski, betonowy krzyż, a na nim zamontowano blaszaną tabliczkę z nazwiskami pochowanych w tym miejscu żołnierzy. Są dwa rodzaje krzyży; na mogiłach żołnierzy austriackich jest to krzyż jednoramienny, na mogiłach żołnierzy rosyjskich dwuramienny.

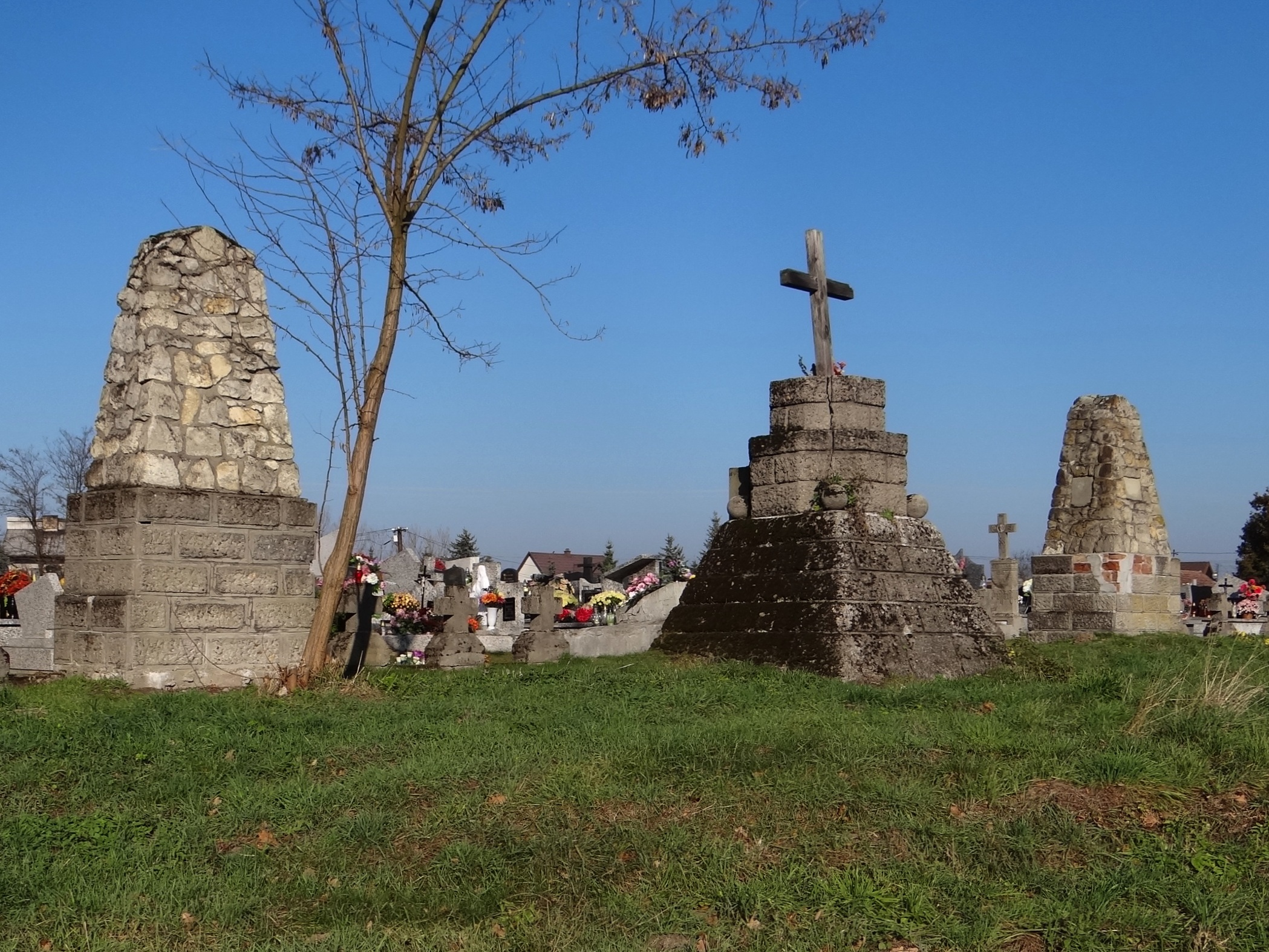
Trzy obeliski

## Losy cmentarza
W okresie Polski międzywojennej cmentarz jako nowy był jeszcze w dobrym stanie. Po II wojnie ranga cmentarza w świadomości społeczeństwa i ówczesnych władz zmalała, przybyły bowiem nowe, świeższe cmentarze i dramatyczne historie nowej wojny. Cmentarz ulegał w naturalny sposób niszczeniu przez czynniki pogody i roślinność. Dopiero od lat 80. zaczęto bardziej dbać o cmentarze z I wojny światowej. Cmentarz odnowiono, nie odzyskał jednak pierwotnego wyglądu. Brakowało ogrodzenia z betonowych słupków, kutej  furtki oraz stylizowanego krzyża. 
20 listopada 2020 roku zakończono prace związane z kolejną renowacją cmentarza, na podstawie zachowanego zdjęcia odtworzono ogrodzenie oraz krzyż pomnikowy.